# Uncial 078
Uncial 078 (numeração de Gregory-Aland), ε 15 (von Soden), é um manuscrito uncial grego do Novo Testamento. A paleografia data o codex para o século 6.

## Descoberta
Codex contém o texto dos quatro Evangelhos em 6 folhas de pergaminho, com lacunas. O texto está escrito com duas colunas por página, contendo 22 linhas cada. Ele é um palimpsesto, o texto superior (século 10) está escrito na língua georgiana.
Conteúdos
Mateus 17,22-18,3.11-19; 19,5-14; Lucas 18,14-25; João 4,52-5:8; 20,17-26;
O texto grego desse códice é um representante do Texto-tipo Bizantino. Aland colocou-o na Categoria III.
Actualmente acha-se no Biblioteca Nacional Russa (Suppl. Gr. 13, fol. 1-7) in São Petersburgo.